# Primeira Liga 2010-2011

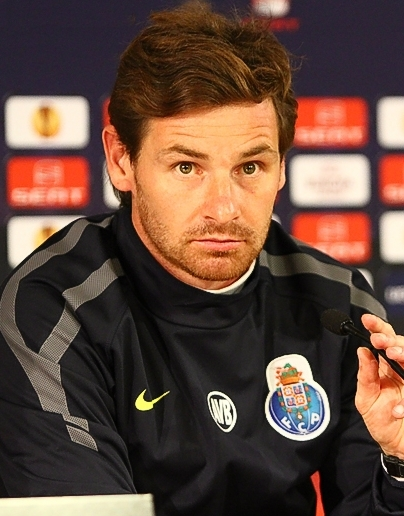
André Villas-Boas, allenatore del Porto nella stagione 2010-2011

La Primeira Liga 2010-2011, nota come Liga ZON Sagres 2010-2011 per ragioni di sponsorizzazione, è stata la 77ª edizione della massima serie del campionato portoghese di calcio. Il campionato è iniziato il 13 agosto 2010 ed è terminato il 14 maggio 2011.
Il 3 aprile, in seguito alla vittoria esterna contro il Benfica per 1 a 2, il Porto ha vinto il campionato con cinque giornate d'anticipo per la 25ª volta nella sua storia. Il Portimonense e il Naval sono stati retrocessi in Segunda Liga.

## Stagione

### Novità
Dalla precedente stagione sono stati retrocessi il Belenenses e il Leixões. Sono state promosse dalla Segunda Liga, il Beira-Mar e il Portimonense.

### Formato
Le 16 squadre partecipanti si affrontano in un girone di andata e ritorno, per un totale di 30 giornate.

La squadra campione di Portogallo ha il diritto a partecipare alla fase a gironi della UEFA Champions League 2011-2012.

La squadra classificata al secondo posto è ammessa al terzo turno di qualificazione della UEFA Champions League 2011-2012.

Le squadre classificate al terzo, al quarto e al quinto posto sono ammesse, rispettivamente, alla fase play-off, al terzo e al secondo turno di qualificazione della UEFA Europa League 2011-2012.

Le squadre classificate agli ultimi due posti (15º e 16º posto) retrocedono in Segunda Liga.

## Squadre partecipanti
| Club              | Città             | Stadio                              | Risultato Stagione 2009-2010 |
| ----------------- | ----------------- | ----------------------------------- | ---------------------------- |
| Académica         | Coimbra           | Stadio Città di Coimbra             | 11º posto                    |
| Benfica           | Lisbona           | Estádio da Luz                      | Campione del Portogallo      |
| Beira-Mar         | Aveiro            | Stadio comunale di Aveiro           | 1º posto in Liga de Honra    |
| Braga             | Braga             | Stadio comunale di Braga            | 2º posto                     |
| Marítimo          | Funchal           | Estádio dos Barreiros               | 5º posto                     |
| Nacional          | Funchal           | Estádio da Madeira                  | 7º posto                     |
| Naval             | Figueira da Foz   | Estádio Municipal José Bento Pessoa | 8º posto                     |
| Olhanense         | Olhão             | Estádio José Arcanjo                | 13º posto                    |
| Paços Ferreira    | Paços de Ferreira | Estádio da Mata Real                | 9º posto                     |
| Portimonense      | Portimão          | Estádio Municipal de Portimão       | 2º posto in Liga de Honra    |
| Porto             | Porto             | Estádio do Dragão                   | 3º posto                     |
| Rio Ave           | Vila do Conde     | Estádio do Rio Ave FC               | 12º posto                    |
| Sporting Lisbona  | Lisbona           | Stadio José Alvalade                | 4º posto                     |
| União Leiria      | Leiria            | Estádio Dr. Magalhães Pessoa        | 10º posto                    |
| Vitória Guimarães | Guimarães         | Estádio D. Afonso Henriques         | 6º posto                     |
| Vitória Setúbal   | Setúbal           | Estádio do Bonfim                   | 14º posto                    |

## Classifica finale
|  | Pos. | Squadra           | Pt | G  | V  | N  | P  | GF | GS | DR  |
|  | ---- | ----------------- | -- | -- | -- | -- | -- | -- | -- | --- |
|  | 1.   | Porto             | 84 | 30 | 27 | 3  | 0  | 73 | 16 | +57 |
|  | 2.   | Benfica           | 63 | 30 | 20 | 3  | 7  | 61 | 31 | +30 |
|  | 3.   | Sporting Lisbona  | 48 | 30 | 13 | 9  | 8  | 41 | 31 | +10 |
|  | 4.   | Braga             | 46 | 30 | 13 | 7  | 10 | 45 | 33 | +12 |
|  | 5.   | Vitória Guimarães | 43 | 30 | 12 | 7  | 11 | 36 | 37 | -1  |
|  | 6.   | Nacional          | 42 | 30 | 11 | 9  | 10 | 28 | 31 | -3  |
|  | 7.   | Paços Ferreira    | 41 | 30 | 10 | 11 | 9  | 35 | 42 | -7  |
|  | 8.   | Rio Ave           | 38 | 30 | 10 | 8  | 12 | 35 | 33 | +2  |
|  | 9.   | Marítimo          | 35 | 30 | 9  | 8  | 13 | 33 | 32 | +1  |
|  | 10.  | União Leiria      | 35 | 30 | 9  | 8  | 13 | 25 | 38 | -13 |
|  | 11.  | Olhanense         | 34 | 30 | 7  | 13 | 10 | 24 | 34 | -10 |
|  | 12.  | Vitória Setúbal   | 34 | 30 | 8  | 10 | 12 | 29 | 42 | -13 |
|  | 13.  | Beira-Mar         | 33 | 30 | 7  | 12 | 11 | 32 | 36 | -4  |
|  | 14.  | Académica         | 30 | 30 | 7  | 9  | 14 | 32 | 48 | -16 |
|  | 15.  | Portimonense      | 25 | 30 | 6  | 7  | 17 | 29 | 49 | -20 |
|  | 16.  | Naval             | 23 | 30 | 5  | 8  | 17 | 26 | 51 | -25 |

Legenda:

      Campione del Portogallo e ammessa alla UEFA Champions League 2011-2012

      Ammesse alla UEFA Champions League 2011-2012

      Ammesse alla UEFA Europa League 2011-2012

      Retrocessa in Segunda Liga 2011-2012

Tre punti a vittoria, uno a pareggio, zero a sconfitta.
La classifica viene stilata secondo i seguenti criteri:
- Punti conquistati
- Punti conquistati negli scontri diretti
- Differenza reti negli scontri diretti
- Reti realizzate in trasferta negli scontri diretti
- Differenza reti generale
- Partite vinte
- Reti totali realizzate
- Spareggio

## Risultati

### Calendario
| andata       | 1ª giornata                   | ritorno      |
| 14 ago. 2010 |                               | 16 gen. 2011 |
| 3-1          | Braga-Portimonense            | 3-0          |
| 0-1          | Marítimo-Vitória Setúbal      | 4-2          |
| 0-1          | Naval-Porto                   | 1-3          |
| 1-0          | Paços de Ferreira-Sporting CP | 3-2          |
| 0-1          | Rio Ave-Nacional              | 0-1          |
| 0-0          | Beira Mar-União Leiria        | 3-0          |
| 1-2          | Benfica-Académica             | 1-0          |
| 0-0          | Olhanense-Vitória Guimarães   | 0-1          |

| andata       | 2ª giornata                    | ritorno      |
| 22 ago. 2010 |                                | 22 gen. 2011 |
| 1-1          | Académica-Olhanense            | 1-2          |
| 0-0          | Vitória Setúbal-Braga          | 2-2          |
| 2-1          | Nacional-Benfica               | 2-4          |
| 0-1          | Portimonense-Naval             | 1-1          |
| 0-0          | União Leiria-Paços de Ferreira | 1-1          |
| 1-0          | Sporting CP-Marítimo           | 3-0          |
| 3-0          | Porto-Beira Mar                | 1-0          |
| 0-0          | Vitória Guimarães-Rio Ave      | 3-2          |

| andata       | 3ª giornata                    | ritorno     |
| 29 ago. 2010 |                                | 6 feb. 2011 |
| 1-3          | Nacional-Vitória Guimarães     | 0-0         |
| 3-0          | Benfica-Vitória Setúbal        | 2-0         |
| 2-2          | Paços de Ferreira-Portimonense | 1-0         |
| 2-1          | Beira Mar-Académica            | 3-3         |
| 1-0          | Braga-Marítimo                 | 2-1         |
| 1-0          | Olhanense-União Leiria         | 2-0         |
| 0-2          | Rio Ave-Porto                  | 0-1         |
| 1-3          | Naval-Sporting CP              | 3-3         |

| andata       | 4ª giornata                | ritorno      |
| 12 set. 2010 |                            | 13 feb. 2011 |
| 2-1          | Vitória Guimarães-Benfica  | 0-3          |
| 0-0          | Sporting CP-Olhanense      | 2-2          |
| 3-2          | Porto-Braga                | 2-0          |
| 1-1          | Marítimo-Paços de Ferreira | 0-1          |
| 3-1          | Portimonense-Rio Ave       | 0-2          |
| 2-1          | União Leiria-Nacional      | 1-0          |
| 3-0          | Académica-Naval            | 1-3          |
| 0-0          | Vitória Setúbal-Beira Mar  | 0-0          |

| andata       | 5ª giornata                    | ritorno      |
| 19 set. 2010 |                                | 20 feb. 2011 |
| 2-0          | Olhanense-Portimonense         | 1-1          |
| 1-1          | Beira Mar-Marítimo             | 0-1          |
| 1-0          | Vitória Guimarães-União Leiria | 1-0          |
| 2-2          | Rio Ave-Académica              | 1-0          |
| 0-0          | Naval-Vitória Setúbal          | 1-1          |
| 2-2          | Paços de Ferreira-Braga        | 2-1          |
| 2-0          | Benfica-Sporting CP            | 2-0          |
| 0-2          | Nacional-Porto                 | 0-3          |

| andata       | 6ª giornata                       | ritorno      |
| 25 set. 2010 |                                   | 27 feb. 2011 |
| 3-1          | Braga-Naval                       | 0-0          |
| 3-1          | Académica-Vitória Guimarães       | 2-0          |
| 0-1          | Marítimo-Benfica                  | 1-2          |
| 2-0          | Porto-Olhanense                   | 3-0          |
| 1-0          | União Leiria-Rio Ave              | 0-1          |
| 1-0          | Portimonense-Beira Mar            | 1-0          |
| 1-1          | Sporting CP-Nacional              | 0-1          |
| 1-0          | Vitória Setúbal-Paços de Ferreira | 0-2          |

| andata      | 7ª giornata               | ritorno     |
| 3 ott. 2010 |                           | 6 mar. 2011 |
| 2-1         | União Leiria-Académica    | 0-0         |
| 3-1         | Olhanense-Vitória Setúbal | 0-0         |
| 0-0         | Rio Ave-Marítimo          | 1-0         |
| 3-1         | Nacional-Portimonense     | 1-1         |
| 1-2         | Naval-Paços de Ferreira   | 0-0         |
| 1-0         | Benfica-Braga             | 1-2         |
| 1-1         | Beira Mar-Sporting CP     | 0-1         |
| 1-1         | Vitória Guimarães-Porto   | 0-2         |

| andata       | 8ª giornata                       | ritorno      |
| 23 ott. 2010 |                                   | 13 mar. 2011 |
| 2-1          | Académica-Nacional                | 1-1          |
| 1-1          | Paços de Ferreira-Beira Mar       | 1-3          |
| 2-1          | Vitória Setúbal-Vitória Guimarães | 1-1          |
| 3-1          | Braga-Olhanense                   | 2-0          |
| 1-0          | Marítimo-Naval                    | 3-0          |
| 1-0          | Sporting CP-Rio Ave               | 0-0          |
| 0-1          | Portimonense-Benfica              | 1-1          |
| 5-1          | Porto-União Leiria                | 2-0          |

| andata       | 9ª giornata                    | ritorno      |
| 31 ott. 2010 |                                | 20 mar. 2011 |
| 2-0          | Benfica-Paços de Ferreira      | 5-1          |
| 2-0          | Rio Ave-Braga                  | 0-1          |
| 0-1          | Académica-Porto                | 1-3          |
| 1-0          | Nacional-Vitória Setúbal       | 1-2          |
| 3-1          | Beira Mar-Naval                | 2-2          |
| 1-1          | Olhanense-Marítimo             | 0-4          |
| 1-2          | União Leiria-Sporting CP       | 0-0          |
| 2-0          | Vitória Guimarães-Portimonense | 1-2          |

| andata      | 10ª giornata                  | ritorno     |
| 7 nov. 2010 |                               | 3 apr. 2011 |
| 3-3         | Vitória Setúbal-Rio Ave       | 0-2         |
| 0-1         | Paços de Ferreira-Nacional    | 0-1         |
| 2-2         | Portimonense-Académica        | 0-1         |
| 1-1         | Marítimo-União Leiria         | 3-1         |
| 1-1         | Naval-Olhanense               | 3-1         |
| 2-3         | Braga-Beira Mar               | 2-1         |
| 5-0         | Porto-Benfica                 | 2-1         |
| 2-3         | Sporting CP-Vitória Guimarães | 1-1         |

| andata       | 11ª giornata                 | ritorno      |
| 14 nov. 2010 |                              | 10 apr. 2011 |
| 0-0          | Nacional-Marítimo            | 1-1          |
| 2-1          | Vitória Guimarães-Braga      | 1-3          |
| 1-2          | Académica-Sporting CP        | 0-2          |
| 3-1          | Rio Ave-Paços de Ferreira    | 6-1          |
| 1-0          | União Leiria-Vitória Setúbal | 1-4          |
| 1-1          | Olhanense-Beira Mar          | 0-1          |
| 4-0          | Benfica-Naval                | 1-2          |
| 2-0          | Porto-Portimonense           | 3-2          |

| andata       | 12ª giornata                | ritorno      |
| 28 nov. 2010 |                             | 17 apr. 2011 |
| 0-1          | Vitória Setúbal-Académica   | 1-1          |
| 1-0          | Paços de Ferreira-Olhanense | 0-0          |
| 2-0          | Marítimo-Vitória Guimarães  | 0-2          |
| 1-1          | Sporting CP-Porto           | 2-3          |
| 0-1          | Naval-Rio Ave               | 0-1          |
| 1-2          | Portimonense-União Leiria   | 1-0          |
| 1-3          | Beira Mar-Benfica           | 1-2          |
| 2-0          | Braga-Nacional              | 1-1          |

| andata      | 13ª giornata                        | ritorno      |
| 5 dic. 2010 |                                     | 1º mag. 2011 |
| 2-0         | Benfica-Olhanense                   | 1-1          |
| 1-1         | Vitória Guimarães-Paços de Ferreira | 1-2          |
| 3-1         | União Leiria-Braga                  | 0-0          |
| 1-1         | Rio Ave-Beira Mar                   | 1-1          |
| 1-3         | Portimonense-Sporting CP            | 1-2          |
| 2-1         | Nacional-Naval                      | 2-1          |
| 1-0         | Porto-Vitória Setúbal               | 4-0          |
| 1-5         | Académica-Marítimo                  | 0-1          |

| andata       | 14ª giornata                | ritorno     |
| 19 dic. 2010 |                             | 8 mag. 2011 |
| 5-1          | Braga-Académica             | 0-0         |
| 5-2          | Benfica-Rio Ave             | 2-1         |
| 3-2          | Beira Mar-Vitória Guimarães | 0-1         |
| 1-1          | Marítimo-Portimonense       | 0-1         |
| 0-3          | Naval-União Leiria          | 0-1         |
| 0-0          | Olhanense-Nacional          | 1-0         |
| 0-3          | Paços de Ferreira-Porto     | 3-3         |
| 0-3          | Vitória Setúbal-Sporting CP | 1-0         |

| andata      | 15ª giornata                 | ritorno      |
| 9 gen. 2011 |                              | 14 mag. 2011 |
| 3-4         | Portimonense-Vitória Setúbal | 1-3          |
| 4-1         | Porto-Marítimo               | 2-0          |
| 2-1         | Sporting CP-Braga            | 1-0          |
| 0-1         | Rio Ave-Olhanense            | 2-2          |
| 0-0         | Nacional-Beira Mar           | 2-0          |
| 0-0         | Académica-Paços de Ferreira  | 1-5          |
| 1-2         | Vitória Guimarães-Naval      | 3-0          |
| 0-3         | União Leiria-Benfica         | 3-3          |

## Statistiche

### Squadre

#### Capolista solitarie
- Dalla 3ª alla 30ª giornata: Porto

#### Record
- Maggior numero di vittorie: Porto (27)
- Minor numero di sconfitte: Porto (0)
- Miglior attacco: Porto (73 gol fatti)
- Miglior difesa: Porto (16 gol subiti)
- Miglior differenza reti: Porto (+57)
- Maggior numero di pareggi: Olhanense (13)
- Minor numero di pareggi: Benfica e Porto (3)
- Minor numero di vittorie: Naval (5)
- Maggior numero di sconfitte: Naval e Portimonense (17)
- Peggior attacco: Olhanense (24 gol fatti)
- Peggior difesa: Naval (51 gol subiti)
- Peggior differenza reti: Naval (-25)
- Partita con più reti: Benfica - Rio Ave 5-2, Portimonense - Vitória Setúbal 3-4, Paços de Ferreira - Rio Ave 1-6 (7)
- Partita con maggior scarto di gol: Porto - Benfica 5-0, Braga - Académica 5-0, Paços de Ferreira - Rio Ave 1-6 (5)[3]
- Miglior serie positiva: Porto (30 risultati utili consecutivi, dalla 1ª alla 30ª giornata)
- Peggior serie negativa: Rio Ave (5 sconfitte consecutive, dalla 14ª alla 18ª giornata)
- Totale dei gol segnati: 584[4]

### Individuali

#### Classifica marcatori
| Gol |  |  | Giocatore        | Squadra           |
| --- |  |  | ---------------- | ----------------- |
| 23  |  |  | Hulk             | Porto             |
| 16  |  |  | Radamel Falcao   | Porto             |
| 16  |  |  | João Tomás       | Rio Ave           |
| 12  |  |  | Óscar Cardozo    | Benfica           |
| 11  |  |  | Baba Diawara     | Marítimo          |
| 10  |  |  | Silvestre Varela | Porto             |
| 10  |  |  | Edgar            | Vitória Guimarães |
| 9   |  |  | Carlão           | União Leiria      |
| 9   |  |  | Cláudio Pitbull  | Vitória Setúbal   |
| 9   |  |  | Mario Rondón     | Paços Ferreira    |
| 9   |  |  | Javier Saviola   | Benfica           |
| 9   |  |  | Leandro Tatu     | Beira-Mar         |

## Verdetti finali
- Porto campione di Portogallo 2010-2011, vincitore della UEFA Europa League 2010-2011 e vincitore della Coppa di Portogallo 2010-2011.
- Porto qualificato alla fase a gironi della UEFA Champions League 2011-2012.
- Benfica qualificato al terzo turno preliminare della UEFA Champions League 2011-2012.
- Sporting CP e Braga qualificati al turno di play-off, Vitória Guimarães qualificato al terzo turno preliminare e Nacional qualificato al secondo turno preliminare della UEFA Europa League 2011-2012.
- Portimonense e Naval retrocessi in Segunda Liga 2011-2012.